# Raymondia waterstoni
Raymondia waterstoni är en tvåvingeart som beskrevs av Jobling 1931. Raymondia waterstoni ingår i släktet Raymondia och familjen lusflugor.
Artens utbredningsområde är Tanzania. Inga underarter finns listade i Catalogue of Life.